# Heteragrion eboratum
Heteragrion eboratum é uma espécie de libelinha da família Megapodagrionidae.
Pode ser encontrada nos seguintes países: Guatemala, Honduras e Nicarágua.
Os seus habitats naturais são: regiões subtropicais ou tropicais húmidas de alta altitude e rios.
Está ameaçada por perda de habitat.